# Historiografía griega

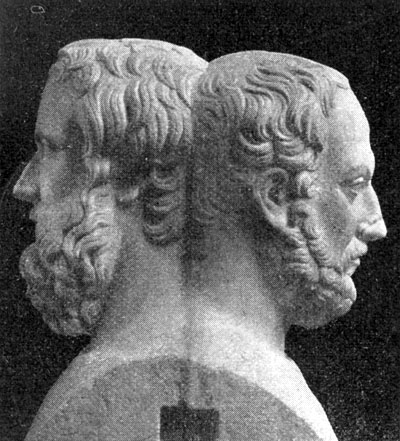
Heródoto, «padre de la historiografía», y Tucídides, «padre del rigor histórico».

Por historiografía griega se entiende a la escritura realizada por profesionales de la historia sobre la Antigua Grecia, que inicia en el siglo V a. C. hasta el siglo IV d. C. desde Heródoto hasta Zósimo, pasando por Tucídides, Posidonio, Polibio, etcétera. En total, Jacoby, en Fragmente der griechischen Historiker, identificó a 856 historiadores griegos, incluidos los mitógrafos y cronistas locales.
El concepto de historiografía nació en Grecia, aunque se acepta que anteriormente ya existía una concepción histórica en Oriente, un deseo de permanencia de todo lo que se ha hecho. Ahora bien, esa concepción histórica primitiva es una mera transmisión de datos históricos que, como las listas reales del Antiguo Egipto, carecían del análisis histórico que se hace actualmente, sin negar por ello su gran valor documental.
Se considera a Heródoto el primer historiador, tanto en la actualidad como en la antigüedad. Tucídides estableció posteriormente la base racional y metodológica de una historiografía nacida como reacción ante lo irracional de la mitología griega. Previamente, ya Hecateo de Mileto había atenuado lo sobrenatural, pero la separación total no se produce hasta Tucídides. Heródoto concibió su Historia como un medio de evitar el olvido de aquello que merecía ser recordado. En la Antigua Grecia se veía también la historia como medio de mostrar ejemplos, aunque no modelos de acontecimientos futuros. Asimismo desde Heródoto los historiadores realizan un examen crítico del pasado y de los hechos supuestamente acaecidos. Heródoto, así lo expresa en IV, 195, 2: «realmente, ignoro si esto es verdad, simplemente consigno lo que cuentan».
En cuanto a las fuentes, existía una preponderancia de las fuentes orales sobre las escritas. En los orígenes de la historiografía era casi obligado el uso de fuentes orales, pues a diferencia de los historiadores actuales, que se basan sobre todo en la investigación de textos, los griegos antiguos no disponían la mayor parte de las veces de suficiente material archivístico o bibliográfico. Sin embargo, cuando ya sí era posible trabajar con los fondos de las bibliotecas, los historiadores siguieron prefiriendo la tradición oral; e incluso criticaron a los que solo trabajaban con fuentes escritas como, por ejemplo, Timeo. Además, hay que tener en cuenta que los griegos no solían conocer lenguas bárbaras, por tanto, Heródoto no podía entender por sí mismo las crónicas orientales, aunque tampoco mostró interés en conocerlas. La elección de la tradición oral conllevaba la necesidad de las primeras reflexiones en cuanto al método histórico, como es la crítica de las fuentes, su relación y graduación según el valor de los testimonios recogidos. De ahí por ejemplo su empeño en mostrar todas las versiones reconocidas, aunque considere algunas erróneas. Asimismo, la tradición oral obligaba a establecer una cronología que ordenase los hechos aislados tras su recopilación. Las fuentes escritas quedaron relegadas a los arqueólogos o antiquaria, es decir, para el estudio de los tiempos remotos.

## Temática
La historiografía griega no se interesa exclusivamente por hechos aislados, sino por el decurso de los acontecimientos en su totalidad.
Schrader, Los orígenes de la oratoria y la historiografía en la Grecia clásica, p. 88. 

En la historiografía griega en general se superan los límites de la historia local e incluso Heródoto abarcó casi todo el mundo conocido por los griegos. El tema central fue la guerra, aunque también hubo historia constitucional, trágica, biografías e incluso etnografía. La elección de tema se fundamentaba en el valor de los acontecimientos ocurridos y en la información disponible. Por ejemplo para Heródoto un hecho histórico tenía tal valor si no debía dejarse que fuera olvidado. Tucídides por su parte eligió la guerra del Peloponeso como tema central de su obra por el motivo obvio de considerarlo el punto álgido de la historia que vivió. Sin embargo, dentro de ese gran tema tuvo que elegir constantemente entre temas menores con absoluta arbitrariedad. Como señala Roussel en Los Historiadores Griegos, la arbitrariedad obligó a Tucídides en ocasiones a recargar a personajes con detalles significativos, falseándolos en parte.

### Historia contemporánea
La historiografía griega es mayoritariamente contemporánea, es decir, sobre la misma época en la que vivían los historiadores. Esto se explica porque había mayor información sobre temas cercanos en el tiempo, sobre todo había más testigos orales, prefiriéndose esas fuentes sobre las escritas. Tucídides, en su afán por el rigor histórico, consideraba la experiencia personal como imprescindible al igual que Polibio. Los propios historiadores consideraban más fiables las obras que trataban sobre lo contemporáneo. Además, la historia antigua griega parecía muy exigua al lado de la egipcia por ejemplo. En cualquier caso, lo que el propio historiador vivía lo consideraba como un momento único y clave en la historia, ya sea la guerra del Peloponeso o la expansión romana. Lo entendían como el cambio de una época a otra y como tal había que reflejarlo.

### El estudio de las causas de las guerras
Dentro de lo contemporáneo, el tema preferente era la historia político-militar. Tucídides creía que la única historia verdadera era la que trataba de política y guerras. Este criterio perduró en los siguientes historiadores, ya sea Jenofonte, Teopompo o Polibio. Sin embargo, el historiador griego se interesaba más por los cambios constitucionales aunque ya Heródoto situó a la guerra como el centro de la historiografía. Arnaldo Momigliano, experto en historiografía, plantea que este menor interés por los enfrentamientos bélicos se debía a que eran algo cotidiano en el mundo griego. Momigliano destaca en cualquier caso la importancia del estudio de las causas de cada guerra. Heródoto se remontó hasta los tiempos más remotos para explicar las guerras médicas, cayendo en el mito. Tucídides supuso un avance al dejar de lado interpretaciones míticas y diferenciar entre causas superficiales y profundas (o «más verdaderas»). Este esquema fue ampliado por Polibio, que distingue entre el hecho inicial que da comienzo a la guerra, el pretexto para comenzarla y la verdadera causa.

### Historia económica y social
En general los autores griegos consideraron los temas económico-sociales de mucho menor interés que los político-militares. Existían breves y superficiales menciones a temas económicos, pero nunca se consideraron relevantes para el devenir histórico. Esta falta de interés se ve reflejada en la práctica por la falta de estadísticas económicas en la antigüedad. En cuanto al estudio de la sociedad, también fue pobre y considerado de poca importancia. Incluso se consideraba degradante hablar sobre las clases más desfavorecidas. En Grecia el único autor relevante que recogió información sobre la sociedad fue el filósofo Aristóteles.

### Localización
En general, la historiografía griega tiene un sesgo regional, tratando la mayor parte de las obras de la historia griega sin importar demasiado la del resto de lugares. Hay excepciones como Heródoto que con sus excursos realiza una introducción a la historia de Egipto o de Persia, por los cuales fue muy criticado y llegó incluso a ser tildado de «amigo de los bárbaros». Por otro lado, la poca profundidad del trabajo de Heródoto en Oriente espoleó a que ellos hicieran su propia historia, como hizo Manetón en Egipto. Otros autores también se ocuparon de Oriente, pero siguiendo a Alejandro Magno, como Jenofonte o posteriormente Flavio Arriano.
Grecia dejó de ser el tema primordial a mediados del periodo helenístico, con el creciente poderío romano. El primero en intuir la posible importancia de Roma fue Timeo de Tauromenio, pero fue Polibio quien trató primero el tema con mayor profundidad. A partir del siglo I a. C. y hasta la decadencia final de la historiografía griega, la historia sobre Roma fue la temática dominante y, según algunos autores, fue esa falta de renovación una de las causas de ese deterioro.

#### Crónicas locales
Tanto autores antiguos (Dionisio de Halicarnaso) como modernos (Wilamowitz) defendieron que los cronistas locales precedieron a los primeros historiadores, como sucedió en la historiografía romana. En cualquier caso, a partir del siglo V a. C. se encuentran crónicas de ciudades y santuarios. Sin apenas rigor histórico, se conciben, en general, como forma de exacerbar el orgullo local, proyectando en ocasiones el presente sobre el pasado, distorsionándolo. Existiendo hasta la decadencia final, los más conocidos fueron los atidógrafos, en el siglo IV a. C.

### Teorías cíclicas
Algunas obras presentan ideas cíclicas o de sucesión de imperios, como Heródoto al expresar que los imperios se introducen siempre en una dinámica de expansión insaciable. Pese a que en ocasiones se ha considerado que los historiadores griegos tenían concepciones cíclicas del tiempo histórico, especialmente Polibio, Tucídides y Heródoto, Momigliano lo niega rotundamente. Para ese autor, que Tucídides expresara que su historia servía como modelo para el futuro no implica ninguna idea de eterno retorno. Acepta que Polibio es más ambiguo, pero tampoco presenta ninguna teoría cíclica en su obra.
Era más común una visión orgánica de la historia, una periodización mediante sucesión de ciclos ejemplificada en una sucesión vital: infancia, madurez y vejez. Esta era la visión que daba, por ejemplo, Lucio Anneo Floro. Otras visiones cíclicas son las de las edades (plata, bronce, heroica y de hierro) de Hecateo de Mileto, basadas en la progresiva degradación, salvo el paréntesis heroico, y finalmente un esquema de progreso cultural y tecnológico que abarcaba desde la barbarie a la civilización. Estos esquemas nacieron antes que la propia historiografía y fueron luego adaptados y perfeccionados a gran escala por los historiadores. El primer autor griego en plasmar este marco fue el poeta Hesíodo en Trabajos y días.

## Estilo y fuentes
Schrader determina tres elementos típicos principales. En primer lugar, la existencia de un proemio autobiográfico donde se destaca la importancia del hecho a tratar. Este proemio aparece ya en Hecateo de Mileto. En segundo lugar, se establece la metodología histórica, cuando el autor explica sus fuentes y qué pasos seguirá para contar su historia. En tercer lugar, la articulación de la obra en partes narrativas y discursivas. Estos discursos son en general invención de los autores, aunque ateniéndose al sentido original. Por último, hay otros elementos típicos menos comunes y más variables, tales como las escenas tipificadas en la narración de batallas o los excursos típicos de Heródoto.
Sobre las fuentes, en general, hubo un predominio de las orales sobre las escritas, lo cual determinó en parte la preeminencia de la historia contemporánea, por la dificultad de recoger información oral, que no consistiera en mitos, sobre tiempos remotos. Además, historiadores como Tucídides o Jenofonte se basaron en su memoria al describir hechos en los que participaron. Por su parte, el uso de fuentes escritas aumentó en función del incremento del material disponible.
La elección de las fuentes, cuando había más de una con contenidos contradictorios, se hacía según la más probable. Esa elección no tiene por qué significar una creencia de que esa versión es la cierta y así lo señalaba Heródoto, quien en ocasiones se limitaba a dar varias versiones sin preocuparse en la validez de cada una.

## Situación del historiador
Los historiadores griegos no obtenían ningún beneficio social de su labor. La mayoría eran expatriados o exiliados, como por ejemplo Tucídides de Atenas o Heródoto de Halicarnaso, lo cual contrasta con la posición de los historiadores romanos, que formaban parte de la élite dominante. Sin embargo, esta situación daba mayor libertad de crítica a los autores griegos, dándose pocos casos de persecuciones. El más conocido es el de Calístenes, que fue mandado ejecutar por conjurar contra Alejandro Magno. Dentro de la propia historiografía se consideraba de menor importancia la antiquaria, que hacía referencia al estudio de los tiempos remotos.
En cuanto a la transmisión de su obra, hasta el siglo V a. C. al público se le atraía mediante recitales de lectura. Esta costumbre decayó tras Tucídides, quien consideraba que su obra estaba hecha para permanecer en el futuro. Las lecturas volvieron a hacerse muy comunes en el periodo helenístico como una forma de presentación de la obra. Además, eran una forma de conseguir un sustento económico por la labor historiográfica. En esa época no existían libros como en la actualidad, escribiéndose sobre papiro que se almacenaba en rollos. La lectura era difícil, ya que no se marcaban ni los comienzos de capítulo ni párrafos y, en general, no había separación entre las palabras. Como cada obra se copiaba a mano no existía una gran disponibilidad de los textos historiográficos. Hay constancia de la existencia de algunas tiendas de libros, pero se trataba de pequeños negocios familiares sin circulación a escala comercial.

## Historia

### Orígenes
El descubrimiento del otro, el exotismo, más que alguna especie de conciencia nacional, están en el origen de las primeras reflexiones históricas.
Roussel, Denis. Los historiadores griegos.

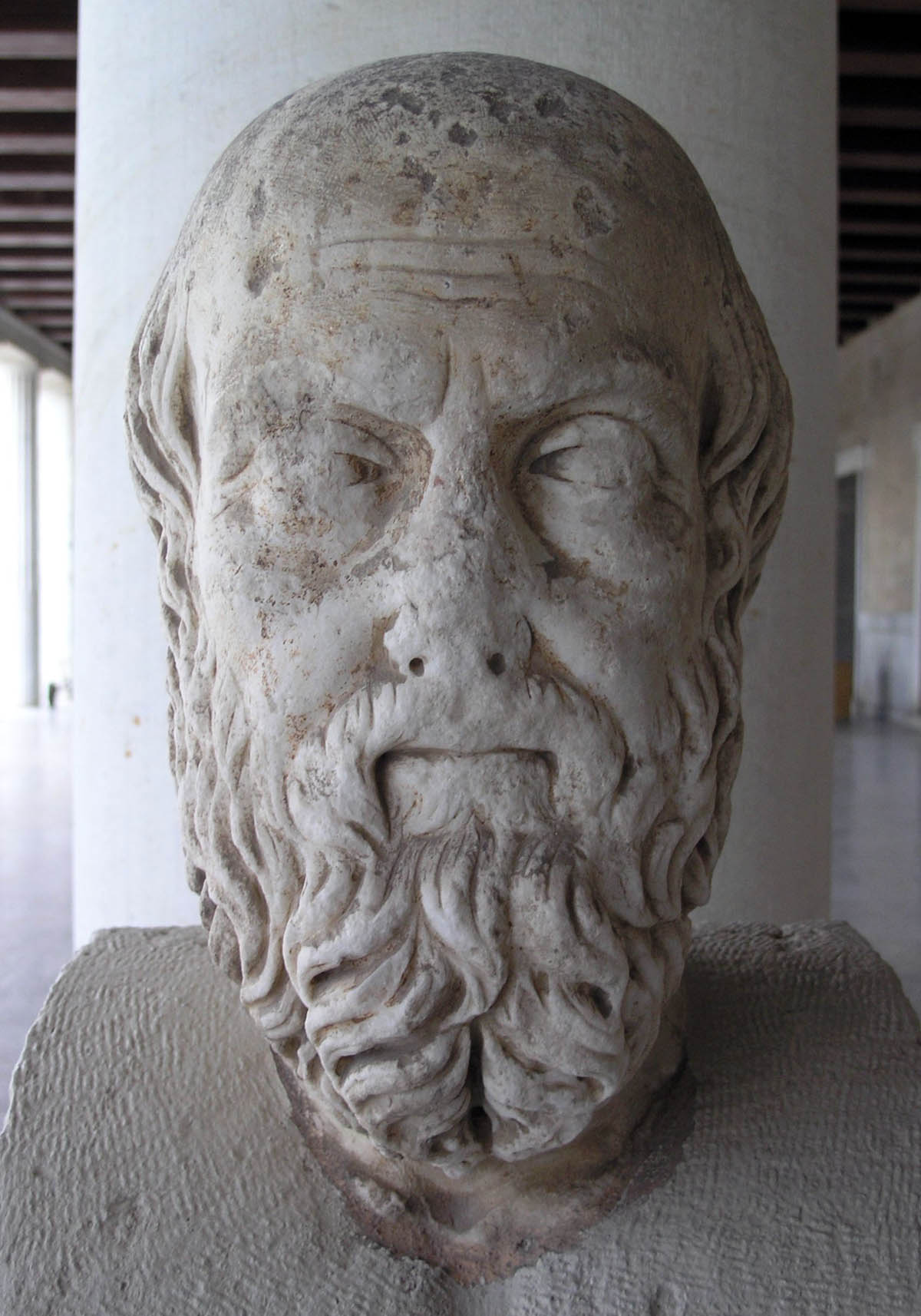
Busto de Heródoto en Atenas

La historiografía griega nace en el siglo V a. C. de la mano de Heródoto. Para algunos autores, se trata de un nacimiento tardío por el mayor peso del mito y la falta de interés por descubrir unos orígenes más racionales. Antes ya había textos de carácter histórico, pero según Bravo, entre otros, no son fuentes historiográficas al carecer de espíritu crítico. Para Burrow, estas primeras descripciones históricas se centraban en historias locales sobre sus supuestos orígenes. Schrader determina tres elementos básicos y definitorios de la historiografía griega:
- El mito y la literatura arcaica. La historia primitiva arcaica la constituían los relatos legendarios, y es Homero el mayor exponente de ese periodo. Aunque se rechaza que sea un «primer historiador», algunos autores lo consideran el «posibilitador» de la historiografía posterior.[36] Otros reducen su importancia, considerándolo el precursor de la cronografía y de que en él nace la concepción de sucesión cronológica.[37] La presencia del mito solo empezó a reducirse con Hecateo de Mileto al constatar la larga historia oriental en comparación con la historia griega.
- El afán explorador e investigador que daría origen a los periplos.
- El nacimiento de una concepción racional del mundo que llevó por un lado al surgimiento de una geografía representativa o cartográfica. Por otro lado, posibilitó la sustitución del mito por esquemas racionales, con el surgimiento de los logógrafos. Además, ayudó al nacimiento de la historiografía una necesidad de afirmación personal, al crearse genealogías que rastreaban los antepasados de las familias. Entre los logógrafos destacaron Cadmo de Mileto, Helánico de Lesbos y especialmente Hecateo de Mileto.[38] Además se realizaron anales rudimentarios, como la relación cronológica de los vencedores de los juegos olímpicos realizada por Hipias.

Otros autores señalan como fundamental para el nacimiento de la historiografía griega la influencia oriental. El contacto con el imperio persa vuelve conscientes a los griegos de lo que les rodea y de su herencia cultural, lo que representó un estímulo para contar su historia. Por tanto, se deja en un segundo grado la importancia de una conciencia nacional para el surgimiento de la historiografía.

#### Heródoto

Posible visión del mundo según la Historia de Heródoto

Fue considerado por sus sucesores tanto el «padre de la historia» como el «mayor embustero». En la actualidad está mejor considerado y, aunque con reservas, se le considera fiable. Sus críticos en la antigüedad lo creían amigo de los bárbaros, y calificaban sus escritos como historias interesantes, pero ajenas a la verdad.
Heródoto nació entre los años 490 y 480 a. C., en una familia de notables de Halicarnaso. Implicado en una conjura, debió exiliarse marchando primero a la isla de Samos y posteriormente a recorrer el mundo conocido, y quedó reflejado ese peregrinaje en su obra. El lugar de su muerte, acaecida en 425 a. C., no es seguro, aunque en la Suda se fija en Turios.
Hay una serie de características que convierten a Heródoto en algo nuevo, diferente a todo lo anterior: se trata de un autor personal claramente definido y no cuenta ninguna historia narrada por musas, sino el resultado de una investigación. Además su obra narra los sucesos del hombre; los dioses dejan de tener cabida en la historiografía, al menos de forma directa o personal. Para Schrader, la obra de Heródoto está integrada por una Historia de Lidia, una Historia de Persia y una Historia de las guerras médicas. Su Historia, dividida en nueve libros en la biblioteca de Alejandría, se articulaba según un criterio ternario. Asimismo, cada pasaje se articula en tres partes: una introducción, una digresión y la narración del episodio de que se trate pudiendo haber digresiones adicionales en algunas partes. La propia investigación de Heródoto tenía un criterio ternario.
La Historia se basa principalmente en las fuentes orales y en caso de obtener distintas versiones, exponía las que más fundamento tenían para que cada uno eligiera. En cuanto a las fuentes escritas, destacaron por su uso tres grupos: los datos aportados por poetas; inscripciones, listas oficiales y administrativas así como oráculos; las informaciones de logógrafos y literatura de su época. El desconocimiento del idioma de algunas inscripciones y listas oficiales hacía que en ocasiones Heródoto cometiera errores en su interpretación por una mala traducción. En cuanto a influencias de autores anteriores, la crítica distingue unos treinta pasajes basados en Hecateo de Mileto. En su obra destacan también sus descripciones geográficas y etnográficas, en mayor parte fruto de su propia experiencia como viajero.

#### Otros historiadores menores
Las únicas obras que pueden ser consideradas históricas en el principio y mediados del siglo V a. C. provienen de los logógrafos. Se conocen gracias a la labor compiladora de Dionisio de Halicarnaso y a otros autores como Plutarco en los que se encuentran fragmentos de las obras de los logógrafos. En este siglo destaca entre ellos Helánico de Lesbos. Su importancia se observa también en el hecho de que es mencionado por Tucídides y aunque sea una mención crítica, solo a él y a Heródoto tiene la consideración de mencionarlos. Tucídides destaca que Helánico es el único que trata la historia de Ática reciente, aunque sin exactitud cronográfica y de forma demasiado breve. Helánico, quien escribió sobre la historia de Atenas, fue un precursor de las crónicas locales de historia contemporánea, superando además a Heródoto en cuestiones de cronología. Su labor la continuaron en el siglo siguiente los atidógrafos. El último logógrafo conocido fue Ferécides de Leros, que murió en el año 400 a. C., y era más mitógrafo que historiador. Es suya la versión más antigua que se conoce del mito de Procris.

### Tucídides

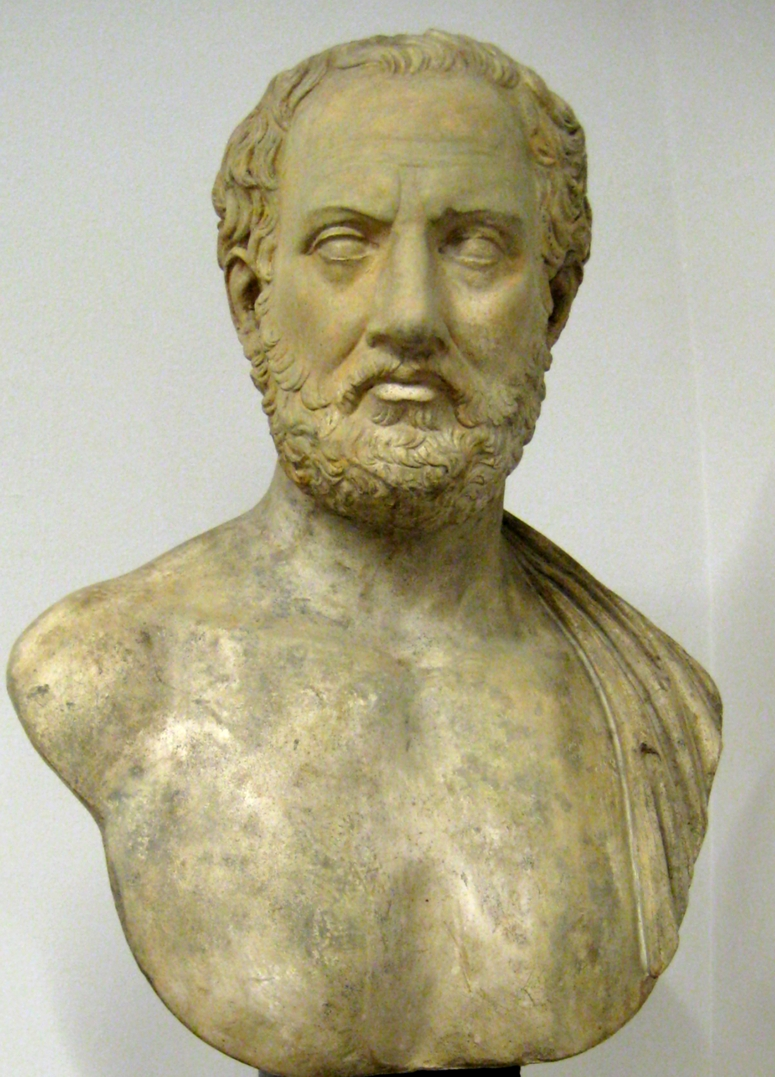
Tucídides de Atenas

Tucídides nació en torno al 460-455 a. C. en Atenas, en una familia noble con concesiones de minas. Es posible que al iniciarse la guerra contra Esparta, Tucídides prestara servicio en su ciudad. En el año 424 a. C. fue elegido estratego y ante una derrota militar fue considerado el culpable, y tuvo que exiliarse. Su muerte acaeció probablemente en el 398 a. C. Esa fecha está en consonancia con la afirmación de Marcelino (Vita, 34) de que Tucídides murió en la cincuentena. Algunos investigadores modernos niegan su condición de exiliado, viéndolo como una muestra de la intromisión posterior de Jenofonte en la obra de Tucídides.
Su trabajo ha llegado a la actualidad sin nombre definido y dividido en ocho libros, pero se suele conocer como la Historia de la guerra del Peloponeso. La obra quedó inacabada, al sorprender la muerte a Tucídides. El momento en el que se realizó la obra ha generado un intenso debate historiográfico, denominado la «cuestión tucidídea». La discusión se centra en dos teorías: analítica y unitaria. La primera propone que la obra se escribió en diversas fases, mientras que la segunda, que se ha impuesto en la actualidad, expone que toda la obra se escribió de manera continuada, debatiéndose entonces en qué momento empezó Tucídides a escribir la obra.
Su obra supone un avance al diferenciar las causas políticas de la guerra en causas «superficiales» y «verdaderas o la razón profunda». Además, rechaza cualquier intervención divina, distanciándose así de Heródoto. Tucídides quiso mostrar la guerra como inevitable y consideraba para él la razón profunda el temor de Esparta al poderío ateniense, lo que se ha denominado, ya en el siglo XXI como la «trampa de Tucídides». Algunos investigadores consideran que el estudio de las causas de Tucídides era aún poco elaborado y se limitaba a señalar los sentimientos profundos de las poblaciones. Tucídides apenas influyó en los historiadores inmediatamente posteriores, pero con el paso de los siglos se convirtió en un modelo y con él se iniciará el lenguaje histórico, con su jerga particular, que luego imitarán historiadores romanos como Suetonio o Tácito.
En cuanto a las fuentes, al igual que Heródoto usa principalmente fuentes orales, aunque también hace uso de inscripciones para conocer cifras exactas, que en caso de que no conociera no se inventaba. Él mismo asegura hacer una selección crítica de los informes orales, aprovechándose además de haber vivido muchos de los acontecimientos como testigo directo.

### Historiadores delsigloIVa.C.
Pese a que en este siglo se cuentan más de un centenar de historiadores, apenas se han conservado fragmentos o algunas citas de la mayoría de ellos. Solo de Jenofonte se ha conservado su obra completa, por la alta consideración que tenían sus escritos en la antigüedad, lo que contrasta con el poco reconocimiento de los investigadores actuales. En este siglo tuvo mayor éxito la filosofía, que no prestó interés por los trabajos históricos ni metodologías rigurosas. En este contexto quedan los trabajos históricos de Platón en los que desdibuja la separación entre realidad y mito, inventando incluso toda una región como la Atlántida. Otros historiadores de este siglo son Teopompo, Éforo de Cime, Ctesias y los atidógrafos.

#### Jenofonte y laHelénicas de Oxirrinco

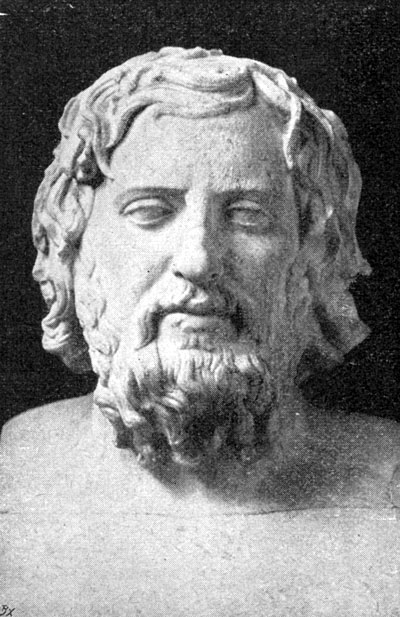
Jenofonte, busto en Berlín

Nació el 431 a. C. en Atenas, en el seno de una familia acomodada. De entre sus obras destaca la continuación de la obra inacabada de Tucídides, las Helénicas. También hizo una biografía de Ciro II el Grande, la Ciropedia y diversas obras sobre el proceso que se instruyó contra Sócrates. Además escribió la Anábasis donde narra la expedición militar de Ciro el Joven contra Artajerjes II. El propio Jenofonte participó en esa expedición. La Anábasis contrasta con las obras anteriores sobre la historia griega al centrarse en un periodo corto y en un solo personaje, el propio Jenofonte.
Sus diferencias con Tucídides son notables; por ejemplo, recupera las influencias divinas en las Helénicas. El estilo de Jenofonte es decadente y pesimista, con mucha influencia retórica y poca metodología histórica. Aunque se le considera un historiador menor, su estudio es fundamental por la conservación de todas sus obras, siendo la base de muchas teorías historiográficas sobre esa época.
Jenofonte no fue el único continuador de la obra de Tucídides. Además de unas Helénicas poco conocidas de Teopompo, destacan las denominadas Helénicas de Oxirrinco. Durante el siglo XX se fueron descubriendo en Oxirrinco unos papiros que contenían esta historia. Según Lérida, su principal característica es la falta de estilo, pero se conjuga con una correcta objetividad y presentación de los hechos, que los hacen una fuente más fiable que Jenofonte. La identidad del autor de estos papiros no está clara, aunque para muchos investigadores podría tratarse de un tal Cratipo de Atenas. También se piensa en Teopompo, aparte de otras opciones menos plausibles como Éforo de Cime, Androción, Anaxímenes o Démaco.

#### Teopompo
Nacido en Quíos en 380 a. C., se lo considera el mejor historiador de este siglo. Aunque se ha perdido toda su obra, quedan muchos fragmentos copiados por otros autores. De su obra más temprana, las Helénicas, apenas quedan fragmentos. Es una continuación de la obra de Tucídides, considerada de poca importancia y propia de la maduración como autor de Teopompo. Desde sus inicios, se aprecia la influencia de Heródoto, Isócrates y Antístenes.
Su obra más importante son las Filípicas, conocida por los numerosos fragmentos en obras de otros autores. Teopompo fue el primer historiador que apreció el agotamiento de las tesis de Tucídides y el cambio de escenario por el acceso al poder de Filipo de Macedonia, desapareciendo la principal lucha entre Esparta y Atenas. En sus Filípicas combina la crítica moral a Filipo por su comportamiento, que le llevó a su asesinato, con alabanzas a sus acciones políticas como defensor del panhelenismo. Asimismo muestra su odio por la democracia y las instituciones atenienses, considerándolas culpables de la degeneración de las sociedades.

#### Otros historiadores

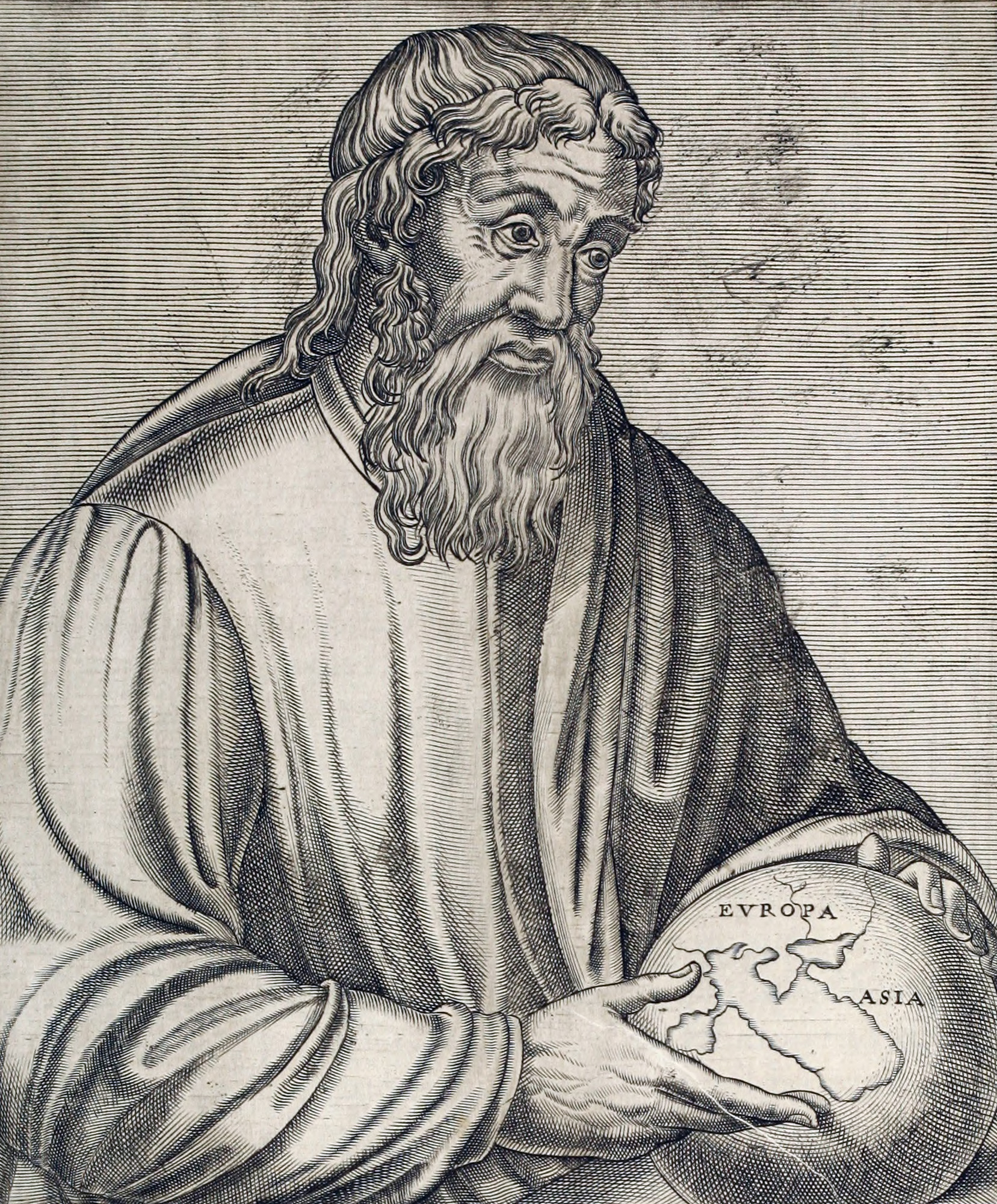
Gracias a Estrabón, aquí según un grabado del, se conoce a varios autores como Éforo o Posidonio.

Entre el resto de historiadores destaca Éforo que, aunque su obra esté perdida, fue citado y plagiado por Diodoro y Estrabón entre otros. Escribió una Historia en treinta libros, una historia general del mundo griego, desde el siglo XI a. C. hasta el 340 a. C., que mereció el elogio de Polibio como primera historia universal. Su obra estuvo muy influida por los conceptos retóricos de Isócrates, del que fue discípulo. Esto se refleja en sus discursos, completamente inventados. Además su obra tiene un prejuicio patriótico que le llevaba a acusar a Heródoto de «filobarbarismo» por contar la historia de regiones ajenas a Grecia.
Otros autores fueron Filisto de Siracusa y Ctesias. El primero escribió una Historia de Sicilia desde los orígenes hasta el final de la guerra del Peloponeso, además de un estudio sobre Dionisio el Viejo y un apéndice sobre su hijo el Joven. De su obra solo quedan pequeños fragmentos en citas de otros autores, y era en la antigüedad muy reconocido. Por su parte, Ctesias escribió Persica e Indica. Destacó por sus furibundas críticas a Heródoto, acusándolo de mentiroso, lo que no impidió que lo plagiara cuando escribió sobre periodos remotos. Gustó por su exotismo entre sus contemporáneos, pero es ajeno a cualquier metodología histórica.
Además, en este siglo destacan los atidógrafos, que contaban la historia del Ática. Al perder Atenas su poderío, renació un interés por los tiempos pasados que se reflejó en autores como Clidemo que escribió Atthis en cuatro libros o Androción que publicó otra obra con el mismo nombre. Su característica principal era un patriotismo muy tradicionalista. Por último, quedan los historiadores que siguieron a Alejandro Magno, y transmitieron su periplo. Ese séquito de historiadores archivó todo lo que sucedía en unas Efemérides dirigidas por Eumenes de Cardia y Diodoto de Eritrea. Varios historiadores contaron la biografía de Alejandro: Calístenes de Olinto, que fue condenado a muerte acusado de conjura; Ptolomeo tras su coronación en Egipto; y Aristóbulo. Estos dos últimos autores fueron considerados en la antigüedad como la fuente más fiable.
Por último, hay que mencionar la influencia de una filosofía en auge sobre la historiografía. La historia se considera un medio más para mostrar la filosofía. Así por ejemplo lo hace Platón, dividiendo la historia en una era anterior al diluvio y una etapa poscataclismo. De este modo puede «inventar» toda una historia del mundo anterior, del que no quedarían pruebas físicas, mostrándolo como su modelo político. Sobre el mundo poscataclismo también hace una historia Platón, aprovechándola para sus motivaciones filosóficas, presentando un cuadro pesimista y decadente.

### Periodo helenístico
Desde el comienzo de este periodo, la historiografía perdió su carácter político, orientándose hacia la superficialidad y la ficción novelesca. El número de historiadores es muy alto, pero destacan por su metodología y trascendencia Polibio, Posidonio y Timeo. Además del suyo es el periodo de la «historiografía trágica», representada por ejemplo por Filarco. Este tipo de historiografía es el más representativo del momento, al realzarse más el valor literario que la historiografía en sí. Estos historiadores fueron duramente criticados por Polibio, pues pensaba que los recursos trágicos obstruían la búsqueda de precisión y veracidad. Por otro lado también destaca por la magnitud de su obra Diodoro Sículo, que realiza una antología de la historiografía anterior en la Bibliotheca Historica, formada por 40 libros y que trata desde el remoto universo mítico hasta las campañas de César en la Galia. Al ser un resumen, su obra es, según Grant, superficial y poco original, aunque destaca por su rechazo a la introducción de discursos en la trama.

#### Timeo
Era natural de Sicilia, pero tuvo que exiliarse a Atenas, y permaneció allí al menos unos cincuenta años, donde se dio a conocer por sus duras críticas, siendo apodado «Timeo el denigrador». Murió en Sicilia en 260 a. C. Es considerado el historiador más destacable de los comienzos del periodo helenístico. Escribió una Historia Siciliana de treinta y ocho libros y, al final de su vida, una historia de Pirro. Su principal característica es el uso mayoritario de las fuentes escritas, lo que le valió duras críticas de Polibio, que se convirtió en su mayor crítico. Tuvo otros críticos como Polemón, que escribió un Contra Timeo en el siglo II a. C.
La obra de Timeo está perdida. Pese a sus críticas se conoce en su mayor parte por Polibio. Así, en la Historia Siciliana, primero había una introducción de cinco libros y antes de la parte narrativa un libro dedicado a la naturaleza de la historia. El resto del libro trataba de la historia siciliana propiamente dicha, con alusiones a la Magna Grecia. Según Momigliano, las líneas principales de la historia eran la lucha contra las tiranías y el conflicto entre griegos y cartagineses.
Por otro lado, Timeo introduce un tema inédito en su obra: la historia de Roma. Se cree que, brevemente en la Historia Siciliana y de forma más amplia en su monografía sobre Pirro, estudió los orígenes de la incipiente civilización romana. Timeo fue el primer historiador en comprender el ascenso de una nueva potencia. También es destacable por ser el primero en establecer una cronología con el cómputo de las Olimpiadas.

#### Polibio
Fue el primer historiador griego en tratar el fenómeno romano, influido por Timeo, con profundidad. Nació en el año 200 a. C. en Megalópolis. Poco después de la conquista romana fue deportado a Roma junto a otros notables de su ciudad. Durante su estancia allí hizo amistad con los Escipión, y pudo seguir a Publio Cornelio Escipión Emiliano en sus conquistas. En cuanto a su labor historiográfica, escribió unas Historias en cuarenta libros de las que solo se conservan casi completos los cinco primeros, quedando del resto únicamente fragmentos. Su obra trata de la historia del progreso romano y abarca desde la primera guerra púnica hasta el año 146 a. C., tras la destrucción de Corinto y Cartago.
La principal crítica a Polibio es su excesiva alabanza de la política romana. Como mucho llega a ver injusta la invasión de Cerdeña, pero lo considera como algo puntual y no como una muestra de la política general romana. Igualmente hace críticas individuales como a Marco Claudio Marcelo, al que acusa de poco prudente, pero no hay crítica general como puede haberla contra la política de los estados griegos. Para Momigliano esto puede deberse a una identificación, en parte, de Polibio con el éxito romano, aunque no a una capitulación completa.
Por otra parte, a Polibio se le reconoce un avance en el estudio de las causas de los sucesos históricos. Polibio tenía en cuenta tres conceptos:
- Causa: «conjunto de operaciones mentales que predisponen a actuar una vez se ha hecho abstracción de los acontecimientos previos».
- Pretexto: «el detonante o el imperativo ineludible que obliga a pasar de inmediato a la acción».
- Comienzo: «suele coincidir con un suceso especialmente memorable».

Con este esquema teórico ganan importancia los individuos y las decisiones que toman. En todo caso, este esquema no era del todo sólido ni era válido en cualquier circunstancia. Polibio destaca además por sus constantes alusiones a su método y a su elección por la historia contemporánea, justificada según él por la constante renovación de la materia y por su utilidad.

#### Posidonio
Vivió entre el siglo II y el siglo I a. C. y se dedicó a múltiples materias como la geografía y la filosofía. De su labor histórica no se conserva nada, pero fue utilizado por muchos autores posteriores como Estrabón, Tito Livio, Diodoro o Apiano. Continuó la obra de Polibio narrando un periodo comprendido entre el 135 o el 145 a. C. y los comienzos de la dictadura de Sila. Destaca en él su crítica a la esclavitud, en la que llega a celebrar que los ciudadanos de Quíos sean convertidos en esclavos por haberla introducido previamente en el mundo helénico.
Para algunos investigadores, Posidonio cometió el mismo error que Polibio al tratar a los romanos con poca profundidad, obviando las diferencias culturales entre romanos y griegos. Tampoco hizo demasiadas críticas a la política imperialista romana, pero sí es más duro que Polibio, criticando por ejemplo el expolio comercial.

### Historiografía en la época imperial
La historiografía griega no desapareció por la dominación romana. Según Momigliano, fue el ascenso y consolidación del cristianismo lo que llevó a la decadencia del mundo griego y, por tanto, de su historiografía. Entonces surgió un nuevo tipo historiográfico, la historiografía cristiana. En todo caso, otros autores, como Roussel, consideran que la historiografía griega no tenía más que contar y su agotamiento era patente tras demostrarse el poderío romano.
En cualquier caso, en el periodo comprendido entre el siglo I a. C. y el siglo V d. C. la historiografía griega mantuvo aún muestras de viveza con autores como Dionisio de Halicarnaso (aun en el siglo I a. C.), Apiano, Dion Casio o Flavio Arriano. Como signo de decadencia historiográfica se multiplicaron las obras pseudohistóricas, entre cuyos autores destaca Pausanias.

#### Historia de Roma
A partir del siglo I a. C. Roma se convierte en el imperio más potente del mundo conocido gracias a una agresiva política de expansión. La historiografía del momento no es ajena al poderío romano y la mayor parte de los historiadores griegos viajan a Roma para contar la historia del nuevo imperio. Además, en una clara diferenciación con los autores helenísticos, los historiadores de este periodo se introducen más en el modo de vida romano, conociendo el latín por ejemplo, aunque en un principio todavía no se considera una realidad ajena al mundo griego. En todo caso, Dionisio de Halicarnaso, al conocer el idioma, pudo consultar con mayor facilidad las fuentes originarias, realizando una Historia antigua de Roma, compuesta por veintidós libros, de los que se conservan diez. Su obra carecía de espíritu crítico y abusaba de la retórica, pero en cualquier caso era aún ajena a cualquier forma de pseudohistoria.
Apiano y Dion Casio también se dedicaron a la historia romana. El primero escribió en el siglo II una Historia romana en veinticuatro libros que se inicia con la llegada de Eneas a Italia. Por su parte, Dion Casio, ya en el siglo III, volvió a escribir otra Historia romana, demostrando la falta de temas y la repetición en la que caía la historiografía griega. En este caso, contaba con ochenta libros, desde la época mítica de Eneas hasta el segundo consulado. En la obra de Dion Casio es cada vez más patente la falta de crítica historiográfica, y resulta una obra ideada para contentar más que con fines históricos.
El único autor destacable ajeno al tema de la historia de Roma fue Flavio Arriano. Procedente de la asiática Bitinia, escribió una historia oriental en el siglo II, la Anábasis de Alejandro. Con siete libros tiene influencias de Heródoto, Tucídides y, en menor medida, de Jenofonte. Pese a su original elección de tema, Arriano también muestra signos de la decadencia del género, su obra es pobre desde el punto de vista científico y cae con frecuencia en el encomio.

#### Decadencia
Hubo otros autores menos destacables que son únicamente muestras de la progresiva degeneración del género y de la derivación a la pseudohistoria y a la literatura. Algunos de estos fueron Herodiano, que escribió una historia de Roma muy específica, tras la muerte de Marco Aurelio; Publio Herenio Dexipo, que se centró más en los prólogos que en la obra en sí misma; Eunapio de Sardes autor de Vida de filósofos y sofistas y una Crónica continuadora de Dexipo.
El último historiador griego reconocido fue Zósimo, que vivió durante el reinado de Anastasio I. Escribió una Historia Nueva contemporánea en seis libros, centrada en las sucesiones imperiales. Atribuyó la decadencia romana al rechazo de los dioses paganos y es comparable en cuanto a su metodología a Polibio.

## Limitaciones
La principal problemática de la historiografía griega es la pérdida de la mayor parte de las obras. De la mayoría de los historiadores solo se conservan fragmentos en otros autores, en ocasiones sin señalar claramente su origen. Se ha perdido la obra de autores como Hecateo de Mileto, Ctesias, Éforo, Teopompo y un largo etcétera. Otro tipo de limitaciones son las estrictamente historiográficas, referentes al uso de los historiadores griegos como fuente para los autores modernos. Grant señala diversos problemas, entre ellos: preferencia por la calidad literaria sobre la historiográfica, justificación personal de lo hecho en el pasado, influencias familiares y políticas, presencia de anacronismos, chovinismo o el gusto moralizante. El mismo autor concluye en cualquier caso que no hay que rechazar su uso como fuente, sino simplemente ser cautelosos con la información que suministran, sin dejar por ello de poder ser, asimismo, apreciables desde el punto de vista artístico.
Sobre las limitaciones de los autores griegos, el filósofo francés Châtelet señala además su deficiente cronología y el rechazo de los hechos objetivos cuando estos no permiten restaurar un orden claro. Señala, por ejemplo, que en Heródoto hay más preocupación por mostrar la magnitud de lo que se cuenta que de determinar los sucesos de una época determinada. El francés atribuye asimismo las diferencias científicas entre la historiografía actual y la griega a la diferente concepción del pasado y la temporalidad, pues los griegos no consideraban al hombre como sujeto de la historia, sino que tenían la idea de un «devenir cósmico» prefijado.

### Sesgos personales
La obra de los historiadores griegos no fue ajena a sus vidas. Así, en la obra de la mayoría se pueden apreciar justificaciones de errores cometidos, lagunas en ese sentido o incluso invenciones. Esta tendencia será la tónica general en las autobiografías. Asimismo, son constantes las difamaciones personales de enemigos del autor. De este modo Tucídides atacó a Cleón, quien contribuyó a su exilio, o Jenofonte a Menón. Del mismo modo hay que entender el ataque de Polibio a Timeo, a fin de consolidarse como el principal historiador de Grecia y Roma. Por el lado contrario, también existían sesgos personales favorables, como Polibio con los Escipión. Estas deformaciones históricas fueron ya visibles en la antigüedad, y el mismo Cicerón llamó la atención sobre ellas.

### General
- Bravo Castañeda, Gonzalo: Historia del mundo antiguo: Una introducción crítica. Alianza, Madrid, 1994. ISBN 84-206-2773-9
- Burrow, John: Historia de las Historias: de Heródoto al siglo XX. Crítica, Barcelona, 2009. ISBN 84-7423-699-6
- Grant, Michael: Historiadores de Grecia y Roma: información y desinformación. Alianza Editorial, Madrid, 2003. ISBN 84-206-5606-2
- López López, Matías: La historiografía en Grecia y Roma: Conceptos y autores. Departament de Geografía i Historia, Universitat de Barcelona, Lleida, 1991.
- Momigliano, Arnaldo: La historiografía griega. Crítica, Barcelona, 1984. ISBN 84-7423-243-0
- Roussel, Denis: Los historiadores griegos. Siglo XXI, Buenos Aires, 1975.
- Shotwell, James T.: Historia de la historia en el mundo antiguo. Fondo de Cultura Económica, Madrid, 1982. ISBN 84-375-0215-2

### Monografías
- Andrade, Nora (editora): Discurso y poder en la tragedia y la historiografía griegas. Editorial Universitaria de Buenos Aires, 2003. ISBN 950-23-1264-3
- Châtelet, François: El nacimiento de la Historia: la formación del pensamiento historiador en Grecia. Siglo XXI, 1978. ISBN 84-323-0322-4
- Lérida Lafarga, Roberto (2007). Comentario histórico de las Helénicas de Oxirrinco. Zaragoza: Institución Fernando el Católico, Diputación de Zaragoza. ISBN 978-84-7820-912-5. Consultado el 19 de abril de 2022.
- López Eire, Antonio y Schrader, Carlos: Los orígenes de la oratoria y la historiografía en la Grecia clásica. Departamento de Ciencias de la Antigüedad de la Universidad de Zaragoza. 1994. ISBN 84-600-8987-8
- Pérez Martín, Inmaculada (2002). «Lectores y público de la historiografía griega». Estudios Clásicos 44 (121): 125-148. ISSN 0014-1453.
- Ramón Palerm, Vicente: Estudios sobre Tucídides. Ensayo de un repertorio bibliográfico (1973-1995). Departamento de Ciencias de la Antigüedad de la Universidad de Zaragoza. 1996. ISBN 84-920431-2-1